# Harry Shannon
Harry Shannon (Saginaw, 13 giugno 1890 – Hollywood, 27 luglio 1964) è stato un attore statunitense.

## Filmografia parziale

### Cinema
- Take a Chanche, regia di Monte Brice e Laurence Schwab (1933)
- Quarto potere (Citizen Kane), regia di Orson Welles (1941)
- Il fuorilegge (This Gun for Hire), regia di Frank Tuttle (1942)
- I dominatori (In Old California), regia di William C. McGann (1942)
- Qualcuno da ricordare (Someone to Remember), regia di Robert Siodmak (1943)
- The Mummy's Ghost, regia di Reginald Le Borg (1944)
- C'è sempre un domani (Pride of the Marines), regia di Delmer Daves (1945)
- Gli ammutinati di Sing Sing (Within These Walls), regia di H. Bruce Humberstone (1945)
- San Quentin, regia di Gordon Douglas (1946)
- La moglie celebre (The Farmer's Daughter), regia di H.C. Potter (1947)
- Smarrimento (Nora Prentiss), regia di Vincent Sherman (1947)
- La casa rossa (The Red House), regia di Delmer Daves (1947)
- La casa dei nostri sogni (Mr. Blandings Builds His Dream House), regia di Henry C. Potter (1948)
- Il grande campione (Champion), regia di Mark Robson (1949)
- Purificazione (Mr. Soft Touch), regia di Henry Levin e Gordon Douglas (1949)
- Tulsa, regia di Stuart Heisler (1949)
- Colpo di scena a Cactus Creek (Curtain Call at Cactus Creek), regia di Charles Lamont (1950)
- L'amante del bandito (Singing Guns), regia di R.G. Springsteen (1950)
- I quattro cavalieri dell'Oklahoma (Al Jennings of Oklahoma), regia di Ray Nazarro (1951)
- Mezzogiorno di fuoco (High Noon), regia di Fred Zinnemann (1952)
- Prigionieri della palude (Lure of the Wilderness), regia di Jean Negulesco (1952)
- L'urlo dell'inseguito (Cry of the Hunted), regia di Joseph H. Lewis (1953)
- L'assalto al Kansas Pacific (Kansas Pacific), regia di Ray Nazarro (1953)
- Jack Slade l'indomabile (Jack Slade), regia di Harold D. Schuster (1953)
- Gli avvoltoi della strada ferrata (Rails Into Laramie), regia di Jesse Hibbs (1954)
- Ti ho visto uccidere (Witness to Murder), regia di Roy Rowland (1954)
- Uomini violenti (The Violent Men), regia di Rudolph Maté (1955)
- Gli implacabili (The Tall Men), regia di Raoul Walsh (1955)
- I razziatori (The Marauders), regia di Gerald Mayer (1955)
- Come le foglie al vento (Written on the Wind), regia di Douglas Sirk (1956)
- I quattro cavalieri del terrore (Hell's Crossroads), regia di Franklin Adreon (1957)
- L'uomo solitario (The Lonely Man), regia di Henry Levin (1957)
- Combattimento ai pozzi apache (Duel at Apache Wells), regia di Joseph Kane (1957)
- I bucanieri (The Buccaneer), regia di Anthony Quinn (1958)
- L'infernale Quinlan (Touch of Evil), regia di Orson Welles (1958)
- La guida indiana (Yellowstone Kelly), regia di Gordon Douglas (1959)
- Paese selvaggio (Wild in the Country), regia di Philip Dunne (1961)
- La donna che inventò lo strip-tease (Gypsy), regia di Mervyn LeRoy (1962)

### Televisione
- Lucy ed io (I Love Lucy) – serie TV, episodio 1x08 (1951)
- Topper – serie TV, 2 episodi (1954)
- The Star and the Story – serie TV, episodio 1x10 (1955)
- Stage 7 – serie TV, episodio 1x25 (1955)
- TV Reader's Digest – serie TV, episodio 2x11 (1955)
- Crossroads – serie TV, episodio 1x11 (1955)
- Navy Log – serie TV, episodio 2x20 (1957)
- Wire Service – serie TV, episodio 1x28 (1957)
- The Restless Gun – serie TV, episodio 1x08 (1957)
- Have Gun - Will Travel – serie TV, episodi 1x01-1x36 (1957-1958)
- L'uomo ombra (The Thin Man) – serie TV, episodio 1x16 (1958)
- 26 Men – serie TV, episodi 2x03-2x34 (1958-1959)
- Tales of Wells Fargo – serie TV, episodio 3x29 (1959)
- The Texan – serie TV, 2 episodi (1959-1960)
- Sugarfoot – serie TV, episodio 3x16 (1960)
- This Man Dawson – serie TV, episodio 1x19 (1960)
- Lock-Up – serie TV, episodio 2x03 (1960)
- Gli uomini della prateria (Rawhide) – serie TV, episodi 3x28-4x13 (1961-1962)
- Dakota (The Dakotas) – serie TV, episodio 1x10 (1963)
- Il virginiano (The Virginian) – serie TV, episodio 2x14 (1963)

## Doppiatori italiani
- Mario Besesti in C'è sempre un domani, Come le foglie al vento
- Luigi Pavese in I bucanieri, Paese selvaggio
- Mario Feliciani in Quarto potere
- Amilcare Pettinelli in La casa dei nostri sogni
- Giorgio Capecchi in Gli implacabili
- Cesare Barbetti in I razziatori
- Olinto Cristina in La guida indiana